# Transit du système Terre-Lune devant le Soleil visible depuis le système jovien en 2014
Un transit du système Terre-Lune devant le Soleil était visible depuis le système jovien le 5 janvier 2014.

## Observations
Ce transit a été observé indirectement grâce aux spectrographes HARPS et HARPS-N, situés respectivement à l'observatoire de La Silla (Chili) et à celui du Roque de los Muchachos (La Palma, îles Canaries, Espagne). Pour ce faire, c'est en réalité la lumière du Soleil réfléchie par certains satellites de Jupiter qui a été étudiée. Un des buts de ces observations étaient de mesurer l'effet Rossiter-McLaughlin induit par le transit de la Terre devant le Soleil tel qu'il aurait été mesuré si le transit en question avait été observé depuis le système jovien. L'effet escompté est le même que celui constaté lors de l'observation en vitesses radiales d'une étoile lors du transit d'un de ses compagnons (planète voire une autre étoile).

## Transit suivant
Le prochain transit de la Terre devant le Soleil visible depuis Jupiter aura lieu le 10 janvier 2026.